# Italia's Next Top Model
Italia's Next Top Model è stata la versione italiana del format televisivo America's Next Top Model. Era trasmessa sul canale Sky Uno (prima SKY Vivo) a partire dal dicembre 2007 e su Cielo dal dicembre 2009. Come nella trasmissione originale, 14 ragazze provenienti da tutta Italia, si sfidano per il titolo di "Nuova top model italiana". Conduceva lo show la ex modella Natasha Stefanenko. 

## Giudici
Diversi sono stati i giudici durante le quattro stagioni del format.
Al fianco di Natasha Stefanenko, che era conduttrice del programma, c'erano nella prima stagione Michael Giannini, la giornalista di moda Giusy Ferrè, la modella Nadège du Bospertus ed il fotografo Ciro Zizzo. Nella seconda stagione la giuria rimane invariata con l'aggiunta di nuovo membro, Settimio Benedusi. Nella terza stagione abbandonano Ciro Zizzo e Settimio Benedusi, quindi i giudici sono quattro più un giudice diverso per ogni puntata. Nella quarta stagione abbandona Nadège du Bospertus e invece entrano a far parte Antonia Dell'Atte ed Alberto Badalamenti.
| Giudici             | 1 | 2 | 3 | 4 |
| ------------------- | - | - | - | - |
| Natasha Stefanenko  |   |   |   |   |
| Michael Giannini    |   |   |   |   |
| Giusy Ferrè         |   |   |   |   |
| Nadège du Bospertus |   |   |   |   |
| Ciro Zizzo          |   |   |   |   |
| Settimio Benedusi   |   |   |   |   |
| Antonia dell'Atte   |   |   |   |   |
| Alberto Badalamenti |   |   |   |   |

## Edizioni
| Edizione | Prima puntata     | Vincitrice        | Seconda classificata | Concorrenti eliminate | Numero delle concorrenti | Destinazione         |
| -------- | ----------------- | ----------------- | -------------------- | --- | ------------------------ | -------------------- |
| 1        | 4 dicembre 2007   | Gilda Sansone     | Elga Blasetti        | Annalisa Bianconi, Agnese Mantovani, Sara Martini, Francesca Limiti, Elena Cisonni, Alessandra Bettoja, Manuela Mazzoni, Francesca Benedetto, Laura Ferraro, Tiziana Piergianni, Lorena Stra                                                            | 14                       | Ibiza                |
| 2        | 23 settembre 2008 | Michela Maggioni  | Elena Ripamonti      | Claudia Boi, Mary Balducci, Noemi De Falco, Claudia Cuomo, Diletta Venturoli, Claudia Manzella, Giulia Galizia, Amy Doukoure, Giada Folcia, Giorgia de Nunno, Martina Cioffi, Beatrice Coos                                                             | 14                       | Capri                |
| 3        | 2 ottobre 2009    | Anastasia Silveri | Anisia Tripa         | Athina Covassi, Jade Albany Pietrantonio (ritirata), Veronica Testa, Eleonora Meneghini, Carlotta Castagneris, Elisa Provaso, Karis Decò, Diletta Neri, Gilda Testa, Giorgia Albarello, Marianna Di Martino De Cecco, Caroline Cecere, Sabrina Cereseto | 15                       | Barcellona Marsiglia |
| 4        | 30 marzo 2011     | Alice Taticchi    | Ginevra Ficari       | Lorenza Celentano, Giulia Danieli, Beatrice Pancaldi, Rossella Gambi, Veronica Fracastoro, Adriana Mazzarini, Valeria Colosio, Benedetta Piscitelli, Rossella Bersani, Bruna N'Diaye, Ilaria Tiburzi, Francesca Regorda                                 | 14                       | Almería              |